# Down (grevskap)
Down (iriska: An Dún) är ett grevskap på Nordirland. Efter omläggningen i lokalstyret på Nordirland har inte grevskapet någon administrativ funktion längre och är istället ersatt av distrikt. Den traditionella huvudorten är Downpatrick.
Mournebergen omfattar bland annat Slieve Donard, som är den högsta punkten på Nordirland med sina 848 meter över havet. Vid en annan topp, Slieve Croob, har floden Lagan sin början. En annan flod som rinner igenom grevskapet är Clanrye.
En del av Down är känt som Brontë Country efter Patrick Brontë (far till Anne, Charlotte och Emily Brontë) som föddes i området.

## Städer och samhällen
- Annalong, Ardglass
- Belfast (delar av staden, den största delen finns i Antrim)
- Ballynahinch, Banbridge, Bangor
- Carryduff, Comber
- Donaghadee, Downpatrick
- Hillsborough, Holywood
- Kilkeel, Killyleagh
- Newcastle, Newry, Newtownards
- Portaferry
- Rostrevor
- Saintfield
- Warrenpoint